# Музика Сао Томе и Принсипеа
Сао Томе и Принсипе је острвска држава у Африци. Становништво је већим делом афричко, али су дуги низ година били под великим утицајем Португалаца који су владали острвом.
Сао Томе је познат по ритмовима усуа и сокопе, док је на острву Принсипе настао ритам декса. Португалски плесови су оставили дубоки утицај на развој ових ритмова. 
Чилоли је плесни перформанс који прича драматичну причу. is a musical dance performance that tells a dramatic story. Дансо конго је комбинација музике, плеса и театра. 

## Популарна музика
Отац популарне музике на острву је бенд Леонинос, који је основао Кинтеро Агиар 1959. године. 
Леониноси су се распали 1965. године, али су их наследили Ос Унтуес који су у музику додали америчке, аргентинске, конго и кубанске музичке утицаје. Они су у бенд увели и електричну гитару. Још неке популарне групе су Куибанзас и Африка негра. 